# П'єра Дельї Еспості
П'єра Дельї Еспості (італ. Piera Degli Esposti; 12 березня 1938, Болонья — 14 серпня 2021, Рим) — італійська акторка театру, кіно та телебачення.

## Життєпис
Народилася 12 березня 1938 року у Болоньї. Акторську кар'єру розпочала у складі трупи Teatro dei 101 під керівництвом Антоніо Календи, де виступала з такими акторами як Нандо Гаццало та Джіджі Проєтті. 1966 року дебютувала на телебаченні в епізодичній ролі у мінісеріалі «Граф Монте-Крісто». Наступного року дебютувала у кіно, — серед її перших кіноробіт невеликі ролі у фільмах «Привиди по-італійськи» (1967) Ренато Кастеллані, «Під знаком Скорпіона» (1969) братів Тавіані та «Медея» Пазоліні з Марією Каллас у головній ролі. Подальша фільмографія акторки налічує понад 40 другорядних та головних кіноролей у стрічках таких режисерів як Луїджі Дзампа, Нанні Моретті, Ліна Вертмюллер, Джузеппе Торнаторе, Лаура Моранте та багатьох інших.
1980 року акторка спільно зі своєю подругою  — письменницею Дачія Мараїні створила автобіографічну книгу-інтерв'ю «Історія П'єри» (італ. Storia di Piera). 1983 року на основі книги ними було написано кіносценарій, за яким режисер Марко Феррері відзняв однойменний кінофільм, де Ізабель Юппер виконала роль П'єри, а її батьків зіграли Марчелло Мастроянні і Ганна Шигулла. Стрічка брала участь у конкурсній програмі Каннського кінофестивалю 1983 року. 1984 року подруги створили сценарій фільму «Майбутнє — це жінка» (італ. Il futuro è donna), режисером якого знову виступив Феррері, а головні ролі виконали Ганна Шигулла, Орнелла Муті та Нільс Ареструп. Також Дельї Еспості успішно виступила режисером низки оперних постановок  — «Жайворонок» П'єтро Масканьї, «Ніч неврастеніка» Ніно Рота та «Людський голос» Франсіса Пуленка.
2003 року отримала премію Давид ді Донателло у категорії Найкраща акторка другого плану за роль у драмі «Посмішка моєї матері» (2002) Марко Беллокйо. 2009 року вдруге здобула цю премію у цій же категорії за роль Вінсенти Енеа, секретаря Джуліо Андреотті, у фільмі «Дивовижний» Паоло Соррентіно. Того ж року нагороджена спеціальною премією Срібна стрічка. 2011 року отримала премію Золотий глобус (Італія) у категорії Найкраща акторка за роль у фільмі «Діти його життя» (2010) Петера Марсіаса.
П'єра Дельї Еспості померла 14 серпня 2021 року в лікарні Святого Духа у Римі в 83-річному віці.

## Вибрана фільмографія
| Рік  |    | Українська назва                                               | Оригінальна назва                                                         | Роль                                     |
| ---- | -- | -------------------------------------------------------------- | ------------------------------------------------------------------------- | ---------------------------------------- |
| 1966 | с  | Граф Монте-Крісто                                              | Il conte di Montecristo                                                   | епізод                                   |
| 1967 | ф  | Привиди по-італійськи                                          | Questi fantasmi                                                           | епізод                                   |
| 1968 | с  | Піквікський клуб                                               | Il circolo Pickwick                                                       | Емілі Вардл                              |
| 1969 | ф  | Під знаком Скорпіона                                           | Sotto il segno dello scorpione                                            | епізод                                   |
| 1969 | ф  | Медея                                                          | Medea                                                                     | жінка                                    |
| 1973 | ф  | Хірурги, мафія у білому                                        | Bisturi, la mafia bianca                                                  | сеньйора Марчетті                        |
| 1981 | ф  | Солодких снів                                                  | Sogni d'oro                                                               | сеньйора Апіселла                        |
| 1983 | ф  | Жарт долі, що підстерігає в засідці як бандит з великої дороги | Scherzo del destino in agguato dietro l’angolo come un brigante di strada | Марія Тереза Де Андреїс                  |
| 1988 | ф  | Дон Боско                                                      | Don Bosco                                                                 | мати Ліни                                |
| 1988 | ф  | Пристрасть                                                     | L'appassionata                                                            | Джильберта                               |
| 1996 | ф  | Робітник і перукарка у вирі сексу та політики                  | Metalmeccanico e parrucchiera in un turbine di sesso e politica           | Пальміна Гавацці                         |
| 2002 | ф  | Посмішка моєї матері                                           | L'ora di religione                                                        | тітка Марія                              |
| 2006 | ф  | Три моральних жінки                                            | Tre dinne morali                                                          | —                                        |
| 2006 | ф  | Незнайомка                                                     | La sconoschiuta                                                           | Джина                                    |
| 2006 | ф  | Листи з Сицилії                                                | Lettere dalla Sicilia                                                     | леді Августа Варвік                      |
| 2008 | ф  | Дивовижний                                                     | Il divo                                                                   | Вінсента Енеа, секретар Джуліо Андреотті |
| 2008 | ф  | Людина, котра кохає                                            | L'uomo che ama                                                            | Джулія                                   |
| 2009 | ф  | День народження Девіда                                         | Il compleano                                                              | Джуліана                                 |
| 2009 | ф  | Джулія не виходить ввечері                                     | Giulia non esce la sera                                                   | Аттілія                                  |
| 2010 | ф  | Діти його життя                                                | Bambini della sua vita                                                    | Розарія                                  |
| 2011 | тф | Ательє Фонтана                                                 | Atelier Fontana — La sorelle della moda                                   | княгиня Каетані                          |
| 2013 | ф  | Ласкаво просимо, Президенте                                    | Benvenuto Presidente!                                                     | мати Яніс                                |
| 2015 | ф  | Хлорка                                                         | Cloro                                                                     | старший майстер                          |
| 2016 | ф  | Щастя бути одною                                               | Assolo                                                                    | доктор Грюневальд                        |

## Нагороди та номінації
Давид ді Донателло
- 1982 — Номінація на найкращу акторку другого плану (Солодких снів).
- 2003 — Найкраща акторка другого плану (Посмішка моєї матері).
- 2009 — Найкраща акторка другого плану (Дивовижний).
- 2016 — Номінація на найкращу акторку другого плану (Щастя бути одною).

Срібна стрічка
- 1989 — Номінація на найкращу акторку (Пристрасть).
- 2002 — Номінація на найкращу акторку другого плану (Посмішка моєї матері).
- 2008 — Номінація на найкращу акторку другого плану (Три моральні жінки).
- 2009 — Спеціальна премія (Дивовижний, Людина, котра кохає, Джулія не виходить ввечері).
- 2016 — Номінація на найкращу акторку другого плану (Щастя бути одною).

Золотий глобус (Італія)
- 2011 — Найкраща акторка (Діти його життя).